# Liste der Naturdenkmale in der Samtgemeinde Selsingen
Die Liste der Naturdenkmale in der Samtgemeinde Selsingen nennt die Naturdenkmale in der Samtgemeinde Selsingen im Landkreis Rotenburg (Wümme) in Niedersachsen.

## Anderlingen
Seit dem 1. März 2022 gibt es in der Gemeinde Anderlingen diese Naturdenkmale.

| Bild | Bezeichnung                                          | Ort, Lage                                     | Beschreibung | Schutzzweck | Nummer |
| ---- | ---------------------------------------------------- | --------------------------------------------- | --- | ----------- | ------ |
| BW   | Holländische Linden-Allee in Fehrenbruch             | Fehrenbruch (53° 24′ 49,7″ N, 9° 19′ 51,6″ O) | Die Allee besteht überwiegend aus der Holländischen Linde, es gibt aber auch Abschnitte in denen mehrere Eschen oder Kastanien nebeneinander stehen. Aufgrund ihrer Bedeutung für das Ortsbild, sie erstreckt sich über die gesamte innerörtliche Länge, und ihrer hervorgehobenen Bedeutung für die Naturkunde (Lindenbäume dienen hervorragend als Bienenweiden) ist diese Allee schützenswert. Die Allee erstreckt sich die ganzen ca. 860 m entlang der K 109 vom ersten bis zum letzten Hof von Fehrenbruch. |             | 023    |
| BW   | Buchengruppe einer ehemaligen Schutzhecke bei Grafel | Grafel (53° 23′ 10,7″ N, 9° 20′ 23,2″ O)      | Zwei im Verfall befindliche Rot-Buchenbäume, einer der beiden Bäume war ehemals sechs-, heute zweistämmig, der andere Baum ist zweistämmig mit mehreren Blitzschäden. |             | 45     |
| BW   | Buche einer ehemaligen Schutzhecke bei Grafel        | Grafel (53° 23′ 48,2″ N, 9° 21′ 20,4″ O)      | Ehemals dreistämmige, heute zweistämmige Rot-Buche mit einer ausladenden Krone. |             | 50     |
| BW   | Baumgruppe bei Grafel                                | Grafel (53° 24′ 17,8″ N, 9° 21′ 51″ O)        | Die Baumgruppe besteht aus einer Rot-Buche mit knorrigen Ästen und einer in ca. 100 m Entfernung stehenden Trauben-Eiche mit einem Findling im Kronentraufbereich. |             | 51     |
| BW   | Buchengruppe bei Grafel                              | Grafel (53° 23′ 58,1″ N, 9° 20′ 58″ O)        | Die beiden mehrstämmigen Rot-Buchen stehen so dicht, dass sie wie aus einem Wurzelstock entsprossen wirken und eine geschlossene Einheit bilden. |             | 52     |

## Farven
Seit dem Mai 2019 gibt es in der Gemeinde Farven diese Naturdenkmale.

| Bild | Bezeichnung        | Ort, Lage                                  | Beschreibung                 | Schutzzweck | Nummer |
| ---- | ------------------ | ------------------------------------------ | ---------------------------- | ----------- | ------ |
| BW   | Hofeiche in Farven | Bevetal 3 (53° 26′ 8,1″ N, 9° 19′ 15,1″ O) | Weit ausladende Stiel-Eiche. |             | 69     |

## Ostereistedt
Seit dem Mai 2019 gibt es in der Gemeinde Ostereistedt diese Naturdenkmale.

| Bild | Bezeichnung                            | Ort, Lage                                      | Beschreibung                                                                      | Schutzzweck | Nummer |
| ---- | -------------------------------------- | ---------------------------------------------- | --------------------------------------------------------------------------------- | ----------- | ------ |
| BW   | Verwachsenes Baumpaar bei Ostereistedt | Ostereistedt (53° 17′ 26,4″ N, 9° 11′ 18,2″ O) | Eine ältere Stiel-Eiche, die um einen Ast einer jüngeren Rot-Buche gewachsen ist. |             | 79     |

## Rhade
Seit dem 1. März 2022 gibt es in der Gemeinde Rhade diese Naturdenkmale.

| Bild | Bezeichnung                          | Ort, Lage                                      | Beschreibung | Schutzzweck | Nummer |
| ---- | ------------------------------------ | ---------------------------------------------- | --- | ----------- | ------ |
| BW   | Skurrile Baumreihe bei Rhadereistedt | Rhadereistedt (53° 18′ 55,7″ N, 9° 7′ 15,1″ O) | Ca. 190 m lange Baumreihe aus alten, skurril gewachsenen Rot-Buchen und Stiel-Eichen. Die Bäume dieser Baumreihe sind aufgrund ihrer besonderen Gestalt und auch des hohen Alters schützenswert. Am nördlichen Ortsausgang von Rhadereistedt ca. 800 m links der Landesstraße hinter dem Brommelberg, Feldflur „Hinter dem Ehlenkamp“ |             | 001    |
| BW   | Eiche an der Friedhofstraße in Rahde | Rhade (53° 19′ 30,8″ N, 9° 6′ 51,3″ O)         | Knapp 30 m hohe, halbkugelförmige Stiel-Eiche mit einem Blitzschaden (Riss ca. 3 m lang). |             | 80     |
| BW   | Kugeleiche bei Rhade                 | Rhade (53° 19′ 2,6″ N, 9° 6′ 21,8″ O)          | Kugelförmig gewachsene Stiel-Eiche mit einem Kronendurchmesser von etwa 30 m. |             | 98     |

## Sandbostel
Seit dem Mai 2019 gibt es in der Gemeinde Sandbostel diese Naturdenkmale.

| Bild | Bezeichnung                      | Ort, Lage                       | Beschreibung                                                    | Schutzzweck | Nummer |
| ---- | -------------------------------- | ------------------------------- | --------------------------------------------------------------- | ----------- | ------ |
| BW   | Skurrile Rot-Buche in Sandbostel | (53° 24′ 49,5″ N, 9° 8′ 8,6″ O) | Drillingsbuche mit einem skurrilen Auswuchs im Stammfußbereich. |             | 96     |

## Selsingen
Seit dem 1. März 2022 gibt es in der Gemeinde Selsingen diese Naturdenkmale.

| Bild | Bezeichnung                           | Ort, Lage                                             | Beschreibung | Schutzzweck | Nummer |
| ---- | ------------------------------------- | ----------------------------------------------------- | --- | ----------- | ------ |
| BW   | Historische Eichen-Reihe in Haaßel    | Selsingen und Haaßel (53° 22′ 17″ N, 9° 13′ 43,3″ O)  | Etwa 250 m lange, L-förmige Baumreihe aus alten Stiel-Eichen mit einem maximalen Stammumfang von 4,2 m. Die Reihe ist aufgrund ihrer Bedeutung für das Landschaftsbild und des selten hohen Alters einiger ihrer Bäume schützenswert. Die Reihe befindet sich am Ende des Weges „Karkenstieg“ in Haaßel und umrandet eine Ackerfläche. |             | 005    |
| BW   | „Grevenworth“. Stadtwald in Selsingen | Selsingen (53° 22′ 18,8″ N, 9° 12′ 59″ O)             | Knapp 12.000 m² großer geschlossener Baumbestand aus vorwiegend Stiel-Eichen und einzelnen Rot-Buchen. |             | 35     |
| BW   | Vierlingsbuche am Ostesteilufer       | Selsingen Granstedt (53° 20′ 38″ N, 9° 9′ 59,4″ O)    | Vierstämmige Rot-Buche, deren Wurzeln einseitig frei liegen. |             | 70     |
| BW   | Stiel-Eiche in Granstedt              | Selsingen Granstedt (53° 21′ 18,8″ N, 9° 10′ 34,6″ O) | Ca. 30 m hohe und 30 m weit ausladende Stiel-Eiche. |             | 71     |
| BW   | Buche hinter dem Hirseacker in Haaßel | Haaßel (53° 22′ 5,1″ N, 9° 14′ 50,2″ O)               | Vierstämmige Rot-Buche mit einer kugelförmigen Krone. |             | 77     |

## Hinweis
Im Jahr 2019 wurden die Verordnungen über zahlreiche Naturdenkmale im Landkreis aufgehoben.